# Ваннер, Пауль
Па́уль Ва́ннер (нем. Paul Wanner; 23 декабря 2005, Дорнбирн) — немецкий футболист, полузащитник клуба «Бавария».

## Клубная карьера
Ваннер начинал заниматься футболом в академии «Равенсбурга», а в середине 2018 года присоединился к академии «Баварии». В январе 2022 года главный тренер «Баварии» Юлиан Нагельсман, в связи с пандемией COVID-19 внутри команды, впервые заявил Пауля на матч основной команды. 7 января 2022 года Ваннер дебютировал за основную команду «мюнхенцев» в матче чемпионата Германии против мёнхенгладбахской «Боруссии», выйдя на замену на 75 минуте вместо Марка Роки, что сделало его самым молодым игроком в истории «Баварии» (16 лет и 15 дней) и вторым самым молодым игроком в истории чемпионата Германии после Юссуфа Мукоко. 12 октября 2022 года Ваннер впервые сыграл в Лиги чемпионов УЕФА, заменив Дайо Упамекано во втором тайме, в матче против чешской «Виктории» и в возрасте 16 лет и 293 дней стал самым молодым игроком в истории «Баварии», сыгравшим в этом турнире.
1 сентября 2023 года Ваннер перешёл в команду второй Бундеслиги «Эльферсберг» на правах аренды до конца сезона.

## Карьера в сборной
Ваннер дебютировал за сборную Германии до 17 лет 6 августа 2021 года в матче против сборной Польши. В общей сложности он провёл 7 матчей на уровне до 17 лет и забил 2 гола в квалификации Чемпионата Европы 2022 (до 17 лет).

## Достижения
«Бавария»
- Чемпион Германии (2): 2021/22, 2022/23